# 香港特別行政區第二屆政府 (董建華任期)
香港特別行政區第二屆政府（董建華任期），或稱第二任董建華政府，代表香港主權移交後第二屆政府，任期由2002年7月1日起、至2005年3月12日董建華辭去行政長官一職而結束。餘下的兩年任期由新任行政長官、前政務司司長曾蔭權接任。

## 選舉
面對民意下滑的時任特首董建華仍獲選舉委員會提名，且最終在無競爭下連任。泛民主派批評選舉制度故意阻撓任何人挑戰董建華，中央亦欽點董建華。

## 內閣
2002年7月，董建華推行主要官員問責制，囊括當時的三司十一局的部門首長。在新制度下，所有政策局局長都成為行政會議的官守成員，他們推行的政策的成敗直接向行政長官負責，並通過行政長官的領導，履行對市民的責任，而非向政務司或財政司司長負責。

### 政府
2003年7月的七一大遊行後，香港陷入政治危機。兩名高官先後辭職：時任財政司司長因「偷步買車」事件而辭職、時任保安局局長葉劉淑儀亦因廿三條立法引發巨大爭議而引咎辭職。
| 職位                 | 閣員 | 閣員     | 上任           | 離任             | 政黨   |
| -------------------- | ---- | -------- | -------------- | ---------------- | ------ |
| 行政長官             |      | 董建華   | 2002年7月1日   | 2005年3月12日    | 無黨籍 |
| 政務司司長           |      | 曾蔭權   | 2001年5月1日   | 2005年5月31日    | 無黨籍 |
| 財政司司長           |      | 梁錦松   | 2001年5月1日   | 2003年7月16日    | 無黨籍 |
| 財政司司長           |      | 唐英年   | 2003年8月5日   | 第一任曾蔭權政府 | 無黨籍 |
| 律政司司長           |      | 梁愛詩   | 1997年7月1日   | 第一任曾蔭權政府 | 無黨籍 |
| 公務員事務局局長     |      | 王永平   | 2002年7月1日   | 第一任曾蔭權政府 | 無黨籍 |
| 工商及科技局局長     |      | 唐英年   | 2002年7月1日   | 2003年8月3日     | 無黨籍 |
| 工商及科技局局長     |      | 曾俊華   | 2003年8月5日   | 第一任曾蔭權政府 | 無黨籍 |
| 政制事務局局長       |      | 林瑞麟   | 2002年7月1日   | 第一任曾蔭權政府 | 無黨籍 |
| 經濟發展及勞工局局長 |      | 葉澍堃   | 2002年7月1日   | 第一任曾蔭權政府 | 無黨籍 |
| 教育局局長           |      | 李國章   | 2002年7月1日   | 第一任曾蔭權政府 | 無黨籍 |
| 環境運輸及工務局局長 |      | 廖秀冬   | 2002年7月1日   | 第一任曾蔭權政府 | 無黨籍 |
| 財經事務及庫務局局長 |      | 馬時亨   | 2002年7月1日   | 第一任曾蔭權政府 | 無黨籍 |
| 衞生福利及食物局局長 |      | 楊永強   | 2002年7月1日   | 2004年10月11日   | 無黨籍 |
| 衞生福利及食物局局長 |      | 周一嶽   | 2004年10月12日 | 第一任曾蔭權政府 | 無黨籍 |
| 民政事務局局長       |      | 何志平   | 2002年7月1日   | 第一任曾蔭權政府 | 無黨籍 |
| 房屋及規劃地政局局長 |      | 孫明揚   | 2002年7月1日   | 第一任曾蔭權政府 | 無黨籍 |
| 保安局局長           |      | 葉劉淑儀 | 2002年7月1日   | 2003年7月24日    | 無黨籍 |
| 保安局局長           |      | 李少光   | 2003年8月5日   | 第一任曾蔭權政府 | 無黨籍 |

### 行政會議
特首董建華擔任行政會議的主席，行會包括19名成員，包括3名局長、11名司長共14名官守議員，以及5名非官守議員。除召集人梁振英外所有的非官守議員都是新上任的。
董建華又任命民建聯和自由黨的主席曾鈺成和田北俊為非官守議員，從而與民建聯和自由黨結盟，組成「執政聯盟」。
2003年香港七一遊行後，田北俊因反對《香港基本法》廿三條立法而在7月6日晚上辭任行會成員。董建華其後委任同樣屬自由黨的周梁淑怡接替田北俊。
2004年10月，董建華委任多兩名非官守議員，令行政會議總人數由17人增加至19人。
|  | 非官守議員 | 政治聯繫 | 公職                                                                 | 上任           | 離任             |
|  | ---------- | -------- | -------------------------------------------------------------------- | -------------- | ---------------- |
|  | 梁振英     | 無黨籍   | 行政會議非官守議員召集人（1999-2011年） 臨時立法會議員（特許測量師） | 1997年7月1日   | 第一任曾蔭權政府 |
|  | 曾鈺成     | 民建聯   | 立法會議員                                                           | 2002年7月1日   | 第一任曾蔭權政府 |
|  | 鄭耀棠     | 工聯會   | 工聯會秘書長                                                         | 2002年7月1日   | 第一任曾蔭權政府 |
|  | 廖長城     | 無黨籍   | 高等法院原訟庭前特委法官                                             | 2002年7月1日   | 第一任曾蔭權政府 |
|  | 田北俊     | 自由黨   | 立法會議員                                                           | 2002年7月1日   | 2003年7月6日     |
|  | 周梁淑怡   | 自由黨   | 立法會議員                                                           | 2003年9月22日  | 第一任曾蔭權政府 |
|  | 史美倫     | 無黨籍   | 滙豐非執行副主席                                                     | 2004年10月19日 | 第一任曾蔭權政府 |
|  | 陳智思     | 泛聯盟   | 立法會議員                                                           | 2004年10月26日 | 第一任曾蔭權政府 |